# Kosovo op de Olympische Zomerspelen 2024
Kosovo nam deel aan de Olympische Zomerspelen 2024 in Parijs.

## Medailleoverzicht
| Medaille | Naam             | Sport | Onderdeel              | Datum        |
| -------- | ---------------- | ----- | ---------------------- | ------------ |
| Zilver   | Distria Krasniqi | Judo  | Half licht -52kg (v)   | 28 juli 2024 |
|          |                  |       |                        |              |
| Brons    | Laura Fazliu     | Judo  | Half midden -63 kg (v) | 30 juli 2024 |

## Aantal Deelnemers
Hieronder volgt een overzicht van de atleten die zich kwalificeerden voor de Olympische Zomerspelen van 2024.
| Sport    | Mannen | Vrouwen | Totaal |
| -------- | ------ | ------- | ------ |
| Atletiek | 0      | 1       | 1      |
| Boksen   | 0      | 1       | 1      |
| Judo     | 1      | 4       | 5      |
| Zwemmen  | 1      | 1       | 2      |
| Totaal   | 2      | 7       | 9      |

## Deelnemers en resultaten

### Atletiek

#### Loopnummers
Mannen
| atleet        | onderdeel | voorronde | voorronde | series  | series | herkansingen | herkansingen | halve finale   | halve finale   | finale         | finale         |
| atleet        | onderdeel | tijd      | rang      | tijd    | rang   | tijd         | rang         | tijd           | rang           | tijd           | rang           |
| ------------- | --------- | --------- | --------- | ------- | ------ | ------------ | ------------ | -------------- | -------------- | -------------- | -------------- |
| Gresa Bakraçi | 800 m     | n.v.t.    | n.v.t.    | 2.13,29 | 8      | DSQ          | DSQ          | niet geplaatst | niet geplaatst | niet geplaatst | niet geplaatst |

### Boksen
Vrouwen
| atlete         | onderdeel    | eerste ronde         | tweede ronde         | kwartfinale          | halve finale         | finale               | rang           |
| atlete         | onderdeel    | tegenstander uitslag | tegenstander uitslag | tegenstander uitslag | tegenstander uitslag | tegenstander uitslag | rang           |
| -------------- | ------------ | -------------------- | -------------------- | -------------------- | -------------------- | -------------------- | -------------- |
| Donjeta Sadiku | lichtgewicht | Somnuek W 3 - 2      | Valdés V 2 - 3       | niet geplaatst       | niet geplaatst       | niet geplaatst       | niet geplaatst |

### Judo
Mannen
| atleet       | onderdeel | eerste ronde         | tweede ronde         | kwartfinale          | halve finale               | herkansing           | finale / BM          | finale / BM |
| atleet       | onderdeel | tegenstander uitslag | tegenstander uitslag | tegenstander uitslag | tegenstander uitslag       | tegenstander uitslag | tegenstander uitslag | rang        |
| ------------ | --------- | -------------------- | -------------------- | -------------------- | -------------------------- | -------------------- | -------------------- | ----------- |
| Akil Gjakova | −73 kg    | Cargnin W 10 - 00    | Gassner W 10 - 00    | Lombardo W 10 - 00   | Hidayet Heydarov V 00 - 01 | bye                  | Hashimoto V 00 - 01  | 5           |

Vrouwen
| atleet           | onderdeel | eerste ronde         | tweede ronde         | kwartfinale          | halve finale         | herkansing                  | finale / BM           | finale / BM    |
| atleet           | onderdeel | tegenstander uitslag | tegenstander uitslag | tegenstander uitslag | tegenstander uitslag | tegenstander uitslag        | tegenstander uitslag  | rang           |
| ---------------- | --------- | -------------------- | -------------------- | -------------------- | -------------------- | --------------------------- | --------------------- | -------------- |
| Distria Krasniqi | −52 kg    | bye                  | Maharani W 10 - 00   | Primo W 10 - 00      | Giufrida W 10 - 00   | bye                         | Keldiyorova V 00 - 01 | Zilver         |
| Nora Gjakova     | −57 kg    | Enkhriilen V 00 - 10 | niet geplaatst       | niet geplaatst       | niet geplaatst       | niet geplaatst              | niet geplaatst        | niet geplaatst |
| Laura Fazliu     | −63 kg    | bye                  | Tang J W 10 - 00     | Agbegnenou V 00 - 10 | niet geplaatst       | Beauchemin-Pinard W 01 - 00 | Krišto W 10 - 00      | Brons          |
| Loriana Kuka     | −78 kg    | Lobnik W 10 - 00     | Lytvynenko V 00 - 01 | niet geplaatst       | niet geplaatst       | niet geplaatst              | niet geplaatst        | niet geplaatst |

### Zwemmen
Mannen
| atleet        | onderdeel        | series | series | halve finale   | halve finale   | finale         | finale         |
| atleet        | onderdeel        | tijd   | rang   | tijd           | rang           | tijd           | rang           |
| ------------- | ---------------- | ------ | ------ | -------------- | -------------- | -------------- | -------------- |
| Adell Saboviq | 100 m vrije slag | 51,77  | 58     | niet geplaatst | niet geplaatst | niet geplaatst | niet geplaatst |

Vrouwen
| atlete     | onderdeel       | series | series | halve finale   | halve finale   | finale         | finale         |
| atlete     | onderdeel       | tijd   | rang   | tijd           | rang           | tijd           | rang           |
| ---------- | --------------- | ------ | ------ | -------------- | -------------- | -------------- | -------------- |
| Hana Beiqi | 50 m vrije slag | 27,34  | 43     | niet geplaatst | niet geplaatst | niet geplaatst | niet geplaatst |